# Fuerza Policial Antinarcotráfico
La Fuerza Policial Antinarcotráfico (FPA) es un cuerpo de policías civiles que depende del Ministerio Público Fiscal de la Provincia de Córdoba. Su función principal es combatir el narcotráfico y el narcomenudeo en la provincia.
Desde el 4 de mayo de 2015, tiene a su cargo la prevención y la investigación del último eslabón del narcotráfico, con especial enfoque en el combate a la comercialización de estupefacientes a baja escala, conocido como «narcomenudeo».
Este cuerpo armado ejerce sus funciones en todo el territorio provincial, y colabora con otras provincias y con la Justicia Federal, en tanto éstas la requieran.
La FPA tiene su sede central en la ciudad de Córdoba, pero también cuenta con 14 bases operativas distribuidas en diferentes localidades de la provincia. 
Han realizado más de 4.000 procedimientos desde su creación, logrando el secuestro de más de 30 toneladas de drogas y la detención de más de 6.000 personas vinculadas al narcotráfico. 

## Armamento
- Chalecos balísticos RB2 y protección balística RB3.
- Pistolas Pietro Beretta, modelo PX4-Storm.
- Escopetas marca Benelli Modelo M3